# Wide-field Infrared Survey Explorer
« NEOWISE » redirige ici. Pour les comètes, voir Comète NEOWISE.
Pour les articles homonymes, voir Wise.

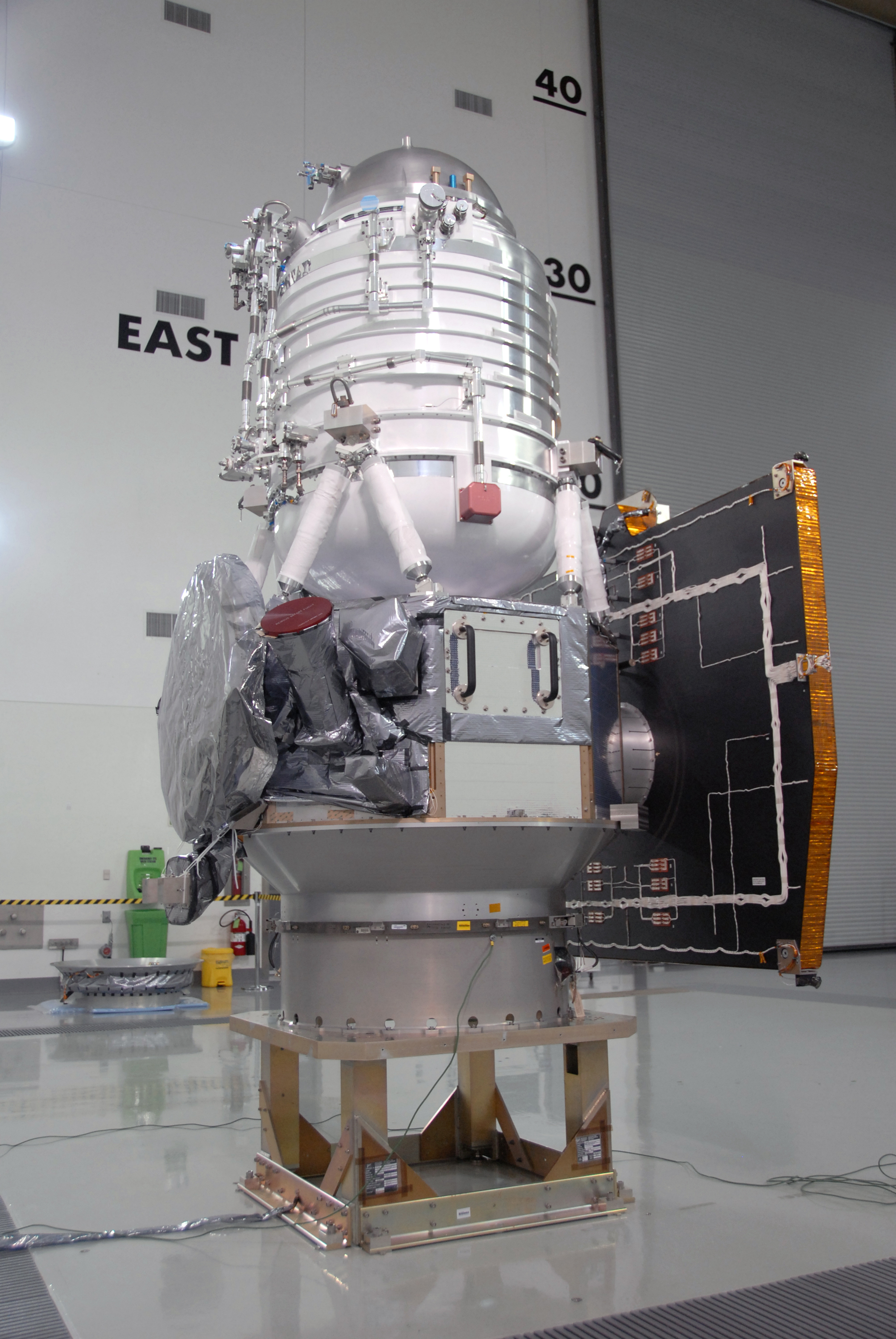
WISE en préparation avant son lancement (2009).

Wide-field Infrared Survey Explorer (en français « Explorateur à grand champ pour l'étude dans l'infrarouge »), en abrégé WISE, est un télescope spatial américain qui effectue ses observations  dans l'infrarouge pour recenser les objets mineurs qui sont visibles dans cette longueur d'onde. Il est mis en orbite par un lanceur Delta II, le 14 décembre 2009, depuis la Vandenberg Air Force Base en Californie. Sa mission, d'une durée initiale de dix mois, consiste à réaliser une cartographie complète des sources infrarouges afin de repérer en particulier les astéroïdes au-dessus d'une certaine taille circulant dans le Système solaire, dont les géocroiseurs, les étoiles peu visibles (dont les naines brunes) proches du Soleil et les étoiles de notre galaxie masquées en lumière visible derrière des nuages interstellaires.
Le projet, supervisé par le Jet Propulsion Laboratory (JPL), fait partie du programme Explorer de la NASA qui débute en 1958 avec Explorer 1, et vient remplacer la mission Wide Field Infrared Explorer (WIRE) qui a cessé de fonctionner peu après son lancement en 1999. Il s'agit d'une mission de taille moyenne (selon la terminologie de la NASA) dont le coût est estimé à 320 millions de dollars américains en incluant les frais de mise en œuvre opérationnelle.
Sa mission primaire s'achève avec l'épuisement de l'hydrogène cryogénique qui permet de faire fonctionner deux de ses quatre détecteurs. WISE a découvert 21 comètes, 34 000 astéroïdes dans la ceinture principale et 135 géocroiseurs. Le satellite est placé en hibernation en février 2011. En septembre 2013, il est réactivé pour rechercher des astéroïdes pouvant être l'objectif d'une future mission habitée Artemis. Sa mission se poursuit depuis sous l'appellation NEOWISE : elle est désormais consacrée à la détection des objets géocroiseurs et contribue au programme de défense planétaire de la NASA. Cette dernière mission se termine le 8 août 2024.

## Caractéristiques techniques
WISE a une hauteur de 2,85 mètres pour une largeur de deux mètres et une profondeur de 1,73 mètre. Il comprend une plate-forme et un télescope. Il est stabilisé sur trois axes et tire son énergie électrique d'un panneau solaire fournissant 551 watts. Il transmet ses données aux stations de réception au sol à l'aide d'une antenne fonctionnant en bande Ku (débit de 100 Mo par seconde) relayée par le système de satellites de télécommunications géostationnaires TDRS. Les données télémétriques et les télémesures sont relayées au JPL, chargé de maintenir le télescope en condition opérationnelle (correction de la position en orbite, surveillance du fonctionnement, etc.), tandis que les données scientifiques sont traitées par le California Institute of Technology (CalTech).

### Le télescope
Le télescope a un diamètre de 40 cm et doit être 400 fois plus sensible que les instruments des télescopes qui l'ont précédés dans la même mission : IRAS et Akari. Il effectue ses observations sur les longueurs d'onde suivantes : 3,3 ; 4,7 ; 12 et 23 μm. Le satellite transporte dans un cryostat 16 kg d'hydrogène à l'état solide qui permet de maintenir ses capteurs à une température extrêmement basse. En effet, pour faire fonctionner deux des trois détecteurs chargés de traiter le rayonnement infrarouge collecté, ils doivent être maintenus à −261 °C (12 K) alors que la température de la structure du satellite sera de 190 K, soit −83 °C.

### Orbite
WISE circule sur une orbite héliosynchrone à l'altitude de 525 km et avec une inclinaison de 97,5°. Sur cette orbite, il décrit une orbite terrestre toutes les 95 minutes.

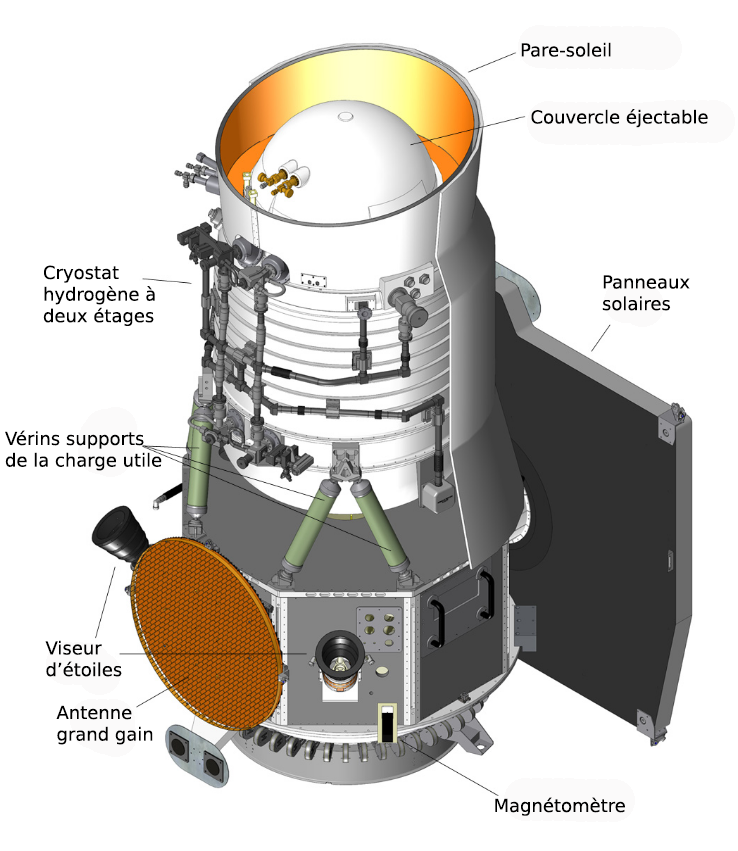
Schéma du télescope spatial infrarouge WISE.
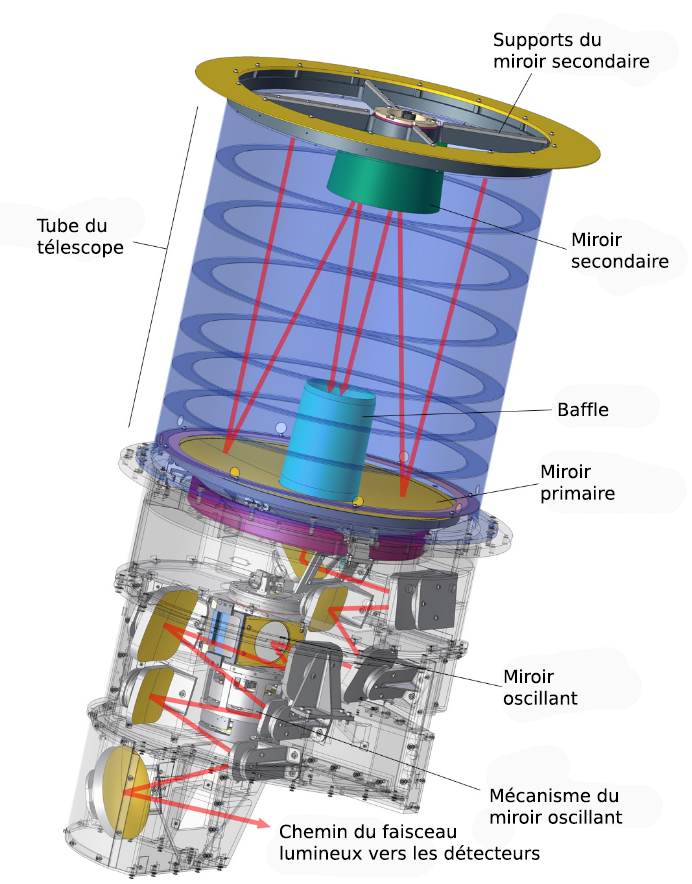
Partie optique.

## Objectifs
WISE est programmé pour prendre 1,5 million de photos dans l'infrarouge avec une durée d'exposition de onze secondes. Chaque photo couvre un champ de 47 minutes d'arc de côté. L'ensemble de ces photos doit permettre de couvrir 99 % de la sphère céleste. Les informations recueillies sont utilisées pour identifier des centaines de millions d'objets célestes dans le Système solaire, dans la Voie lactée et dans les autres galaxies grâce à leurs émissions dans l'infrarouge.
Les principaux objectifs de WISE sont :
- détecter environ 100 000 astéroïdes circulant dans le Système solaire grâce au rayonnement émis par ceux-ci dans l'infrarouge. Ces observations doivent permettre en particulier de découvrir les géocroiseurs dont la trajectoire est susceptible de frôler celle de la Terre ;
- détecter les étoiles jeunes ou de faible luminosité situées à proximité du Soleil dont les naines brunes. Ces étoiles très nombreuses mais difficiles à observer car leur taille ne leur permet pas d'amorcer le processus de fusion de l'hydrogène en hélium. Ce type d'étoile ne peut être perçu que dans le spectre infrarouge ;
- détecter les étoiles de notre galaxie cachées par les nuages interstellaires qui constituent plus de 90 % de l'ensemble des étoiles et qui sont masquées en lumière visible ;
- observer la structure et le processus de formation des milliers de galaxies proches[3].

Plusieurs autres télescopes infrarouges spatiaux étaient en activité en 2009. Contrairement à WISE qui effectue une cartographie des émissions infrarouge de toute la voûte céleste, leurs instruments plus puissants concentrent leurs observations sur de petites portions du ciel : Spitzer était un télescope infrarouge américain de 85 cm de diamètre, en service de 2003 à 2020, tandis que Herschel, télescope européen doté d'un miroir de 3,5 mètres a servi de 2009 à 2013. En 2021, cette gamme de télescopes sera complétée par le télescope spatial James-Webb d'une sensibilité exceptionnelle (miroir de 6,5 mètres de diamètre) qui doit observer dans l'infrarouge la formation des galaxies, des étoiles et des planètes ainsi que le tout début de l'Univers.

## Déroulement  de la mission

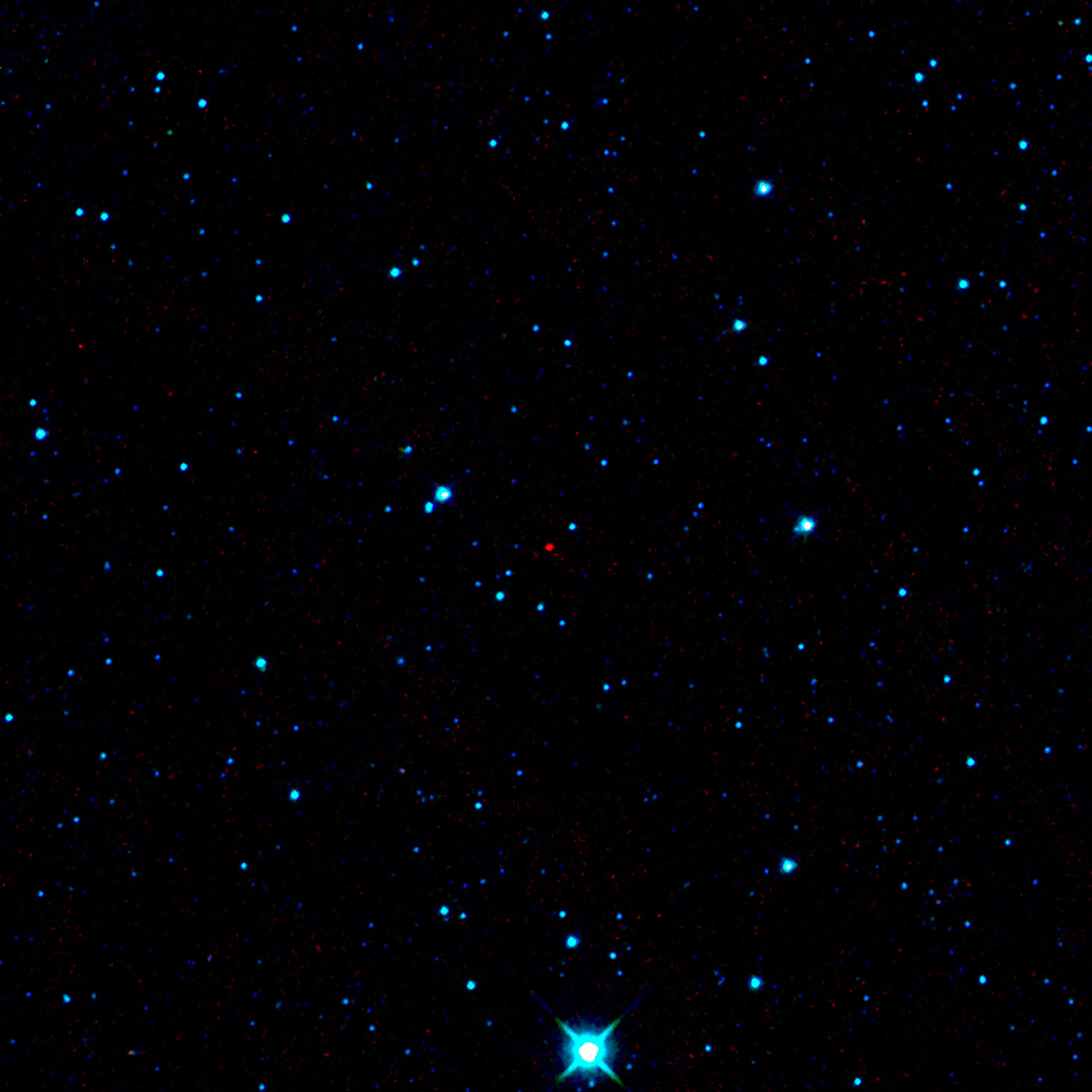
Première photo d'un astéroïde géocroiseur (point rouge) prise par WISE le 23 janvier 2010.

La mission de WISE dure dix mois car elle est limitée par l'épuisement de l'hydrogène solide qui permet de refroidir les détecteurs du télescope. Il est prévu que les vérifications et le calibrage du télescope durent environ un mois. Un événement critique intervint quinze jours après le lancement : l'ouverture du cryostat, dans lequel le vide est fait avant le départ, déclenchée par un système pyrotechnique. La photographie de la totalité de la voûte céleste, objectif de la mission, doit être effectuée en six mois. Les premières images sont restituées six mois après la fin de la mission et le catalogue complet des objets détectés est fourni onze mois plus tard.

### Mission primaire (janvier 2010-octobre 2010)
Le 29 décembre 2009, le couvercle du cryostat est éjecté avec succès. Une première image infrarouge est prise le 6 janvier 2010. Le 14 janvier, WISE entame sa mission de neuf mois.
Le 23 janvier 2010, WISE réalise sa première détection d'un astéroïde géocroiseur (point rouge au centre la photo ci-contre). L'astéroïde 2010 AB78 a environ 1 km de diamètre, il est situé à 158 millions de kilomètres de la Terre au moment de la photo. Son orbite elliptique croise celle de la Terre mais ne semble pas présenter de danger pour celle-ci du fait de l'inclinaison de son orbite par rapport à celle de la Terre. La photo est prise pour trois longueurs d'onde dans l'infrarouge : 12 micromètres (rouge), 4,6 (bleu) et 3,4 micromètres (vert). L'astéroïde plus froid que les autres objets célestes figurant sur la photo (étoiles) émet sur une longueur d'onde plus longue et apparaît en rouge. En lumière visible, l'astéroïde est très difficile à distinguer.
En juillet 2010, la NASA indique que WISE a permis de découvrir 25 000 corps célestes, dont 95 objets géocroiseurs. Au 1er février 2011, WISE a découvert 33 000 astéroïdes dans la ceinture d'astéroïdes, 134 géocroiseurs et vingt comètes.

### NEOWISE
En octobre 2010, WISE épuise le liquide qui maintient ses détecteurs infrarouges à des températures très basses. À température ambiante, seuls deux des quatre détecteurs restent opérationnels. La mission se poursuit néanmoins sous la désignation NEOWISE durant quatre mois supplémentaires pour détecter de nouveaux astéroïdes ou comètes et pour effectuer un examen complet de la ceinture des astéroïdes. Durant cette nouvelle phase, WISE observe 2 000 astéroïdes proches de Jupiter, quelques centaines de géocroiseurs et plus de cent comètes. Début février 2011, le télescope est mis en sommeil en attendant une éventuelle réactivation.
WISE est réactivé en septembre 2013 dans le but initial d'identifier des astéroïdes susceptibles de servir d'objectif pour une future mission habitée qui doit placer un astéroïde en orbite autour de la Lune. Pour atteindre cet objectif, la température des capteurs est abaissée à environ 75 kelvins en pointant le télescope vers le zénith.
À compter de décembre 2013 la mission se poursuit dans le but de découvrir des objets géocroiseurs. Elle est régulièrement prolongée.

## Résultats

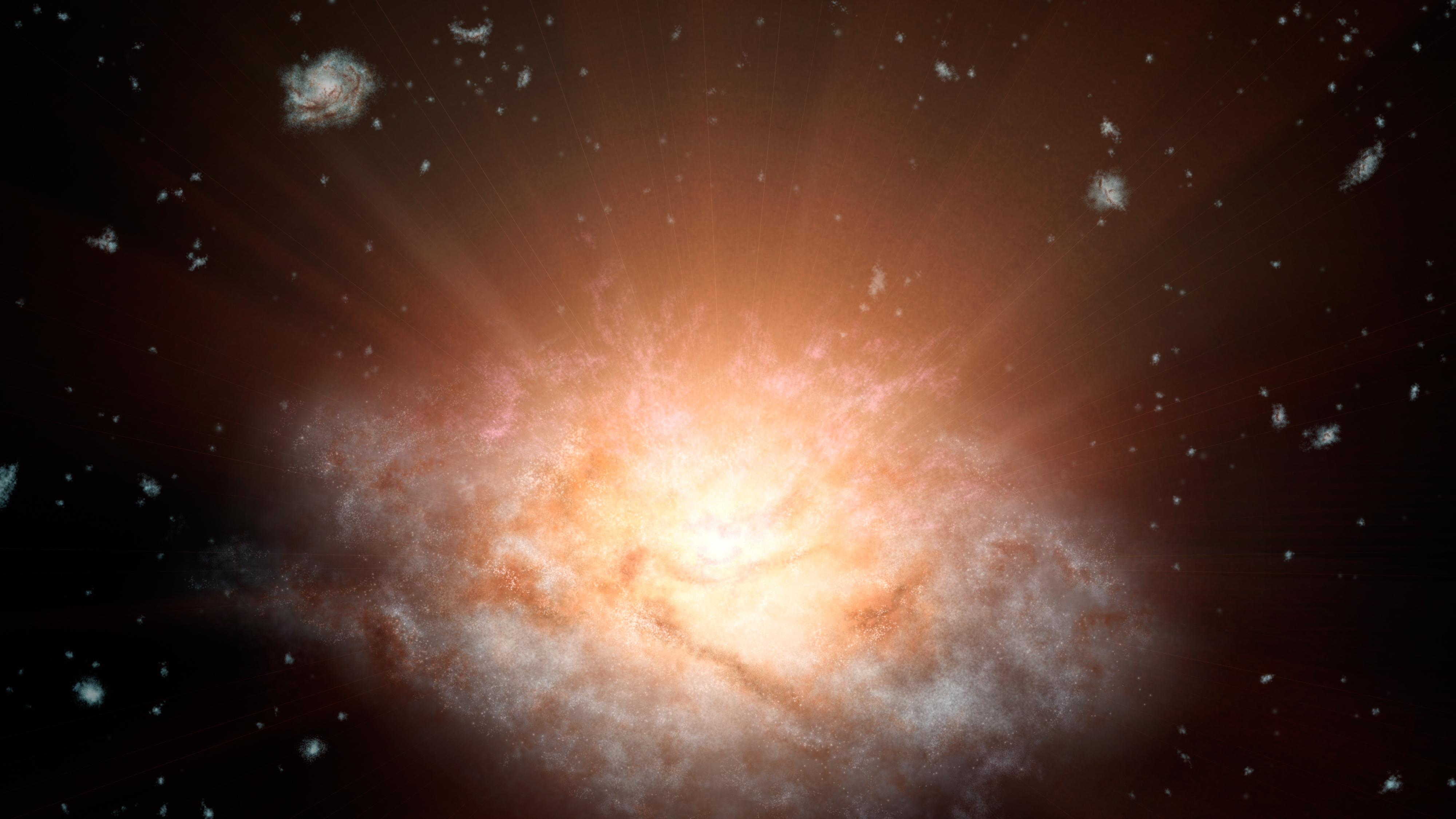
WISE J224607.57-052635.0.

Durant sa mission primaire WISE a détecté 158 000 objets mineurs dont 34 000 correspondent à des découvertes.
Après sa réactivation fin 2013, WISE découvre plusieurs naines brunes proches du Soleil, notamment WISE J085510.74-071442.5, Luhman 16 ainsi que l'étoile de Scholz et plusieurs comètes, dont la grande comète de juillet 2020 C/2020 F3 (NEOWISE). En mai WISE détecte WISE J224607.57-052635.0, la galaxie la plus lumineuse connue à ce jour[Quand ?].
Depuis son lancement, WISE a découvert 377 objets géocroiseurs dont 34 comètes et 343 astéroïdes (chiffre actualisé en novembre 2021). Parmi ces derniers 63 constituent des objets potentiellement dangereux.
Le 1er aout 2024, il prend le dernier de ses 26 886 704 clichés. Il est détruit lors de sa rentrée atmosphérique terrestre le 1er novembre 2024.